# 天主教聖地牙哥總教區 (多明尼加)
天主教聖地牙哥總教區（拉丁語：Archidioecesis Sancti Iacobi Equitum）是多明尼加共和國一個羅馬天主教總教區，是該國兩個總教區之一。下轄四個教區。
教區1953年9月25日成立，1994年2月14日升為總教區。管轄範圍包括聖地牙哥省、艾斯派亞省和銀港省的一部分。2010年有教友1,064,000人，佔轄區總人口83.8%。教區下轄八十七個堂區，有126名司鐸。現任教區總主教為拉蒙·貝尼托·德拉羅薩。